# Беуст
Беуст (фр. Béhoust) насеље је и општина у Француској у региону Париски регион, у департману Ивлен која припада префектури Рамбује.
По подацима из 2011. године у општини је живело 482 становника, а густина насељености је износила 70 становника/km². Општина се простире на површини од 5,34 km². Налази се на средњој надморској висини од 126 метара (максималној 171 m, а минималној 88 m).

## Демографија
| 1962. | 1968. | 1975. | 1982. | 1990. | 1999. | 2011. |
| ----- | ----- | ----- | ----- | ----- | ----- | ----- |
| 216   | 234   | 264   | 282   | 322   | 374   | 482   |

График промене броја становника у току последњих година